# Zondereigen
Zondereigen – dzielnica (deelgemeente) gminy Baarle-Hertog w Belgii, w Regionie Flamandzkim, w prowincji Antwerpia, w okręgu Turnhout. 1 stycznia 2006 roku liczyła 429 mieszkańców.  